# Auge-Saint-Médard
Auge-Saint-Médard är en kommun i departementet Charente i regionen Nouvelle-Aquitaine i västra Frankrike. Kommunen ligger  i kantonen Rouillac som ligger i arrondissementet Cognac. År 2018 hade Auge-Saint-Médard 281 invånare.

## Befolkningsutveckling
Antalet invånare i kommunen Auge-Saint-Médard
Referens:INSEE